# 曼陀羅の華

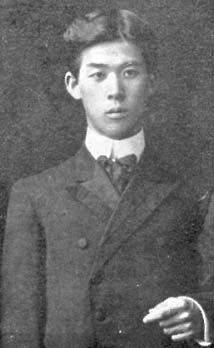
山田耕筰(1910年撮影)

交響詩『曼陀羅の華』（まだらのはな）は、日本の作曲家、山田耕筰が1913年に作曲した交響詩である。
同時期に並行して作られた作品に交響詩『暗い扉』があり、どちらも「死」を題材にした作品となっている。

## 作曲の経緯
山田の親友で、作曲や建築など、幅広い分野で才能を発揮した斎藤佳三による同名の詩に基づいている。
この詩を斎藤が書いた直後、日本から斎藤の父が急逝したという電報が届き、それを知った山田が、その詩の内容も相まって、斎藤の父が召されることを子が予感しての作と理解し、作曲を開始した。 
また、姉妹作である『暗い扉』同様、リヒャルト・シュトラウスの交響詩『死と変容』の影響も受けている。
作品は1913年11月22日に完成した。

## 初演
1914年12月6日に帝国劇場で行われた東京フィルハーモニー会第拾四回演奏会スィンフォニー音楽会にて、山田自身の指揮によって初演された。

## 編成

### 木管楽器
ピッコロ、フルート3、オーボエ2、イングリッシュホルン、小クラリネット、クラリネット2、バスクラリネット、バスーン2、テナーサックス

### 金管楽器
ホルン4、トランペット2、トロンボーン3、テューバ1

### 打楽器
ティンパニ、バスドラム、シンバル、タムタム、トライアングル

### 撥弦楽器
ハープ

### 弦楽器
弦5部

## 楽曲内容
単一楽章からなる。演奏時間は約8分。

## 録音
- NAXOSから販売されている『日本作曲家選輯』より『山田耕筰 | 交響曲「勝どきと平和」他』に収録されている。指揮は湯浅卓雄、演奏はアルスター管弦楽団。